# 普热梅斯瓦夫·弗兰科夫斯基
普热梅斯瓦夫·弗兰科夫斯基（波蘭語：Przemysław Frankowski，1995年4月12日—）是波蘭的一位足球運動員。現效力於法甲球隊雷恩 (加拉塔沙雷外借)，曾效力美職聯球隊芝加哥火焰，在場上的位置是中場。他也代表波蘭國家足球隊參賽，並參加了2017年歐洲U21足球錦標賽。

## 外部連結
- 90minut.pl网站上普热梅斯瓦夫·弗兰科夫斯基的资料（波兰語）
- Soccerway資料庫：普热梅斯瓦夫·弗兰科夫斯基